# Stelis odontopyga
Stelis odontopyga är en biart som beskrevs av Noskiewicz 1926. Stelis odontopyga ingår i släktet pansarbin, och familjen buksamlarbin. Inga underarter finns listade i Catalogue of Life.